# Ізомеризація

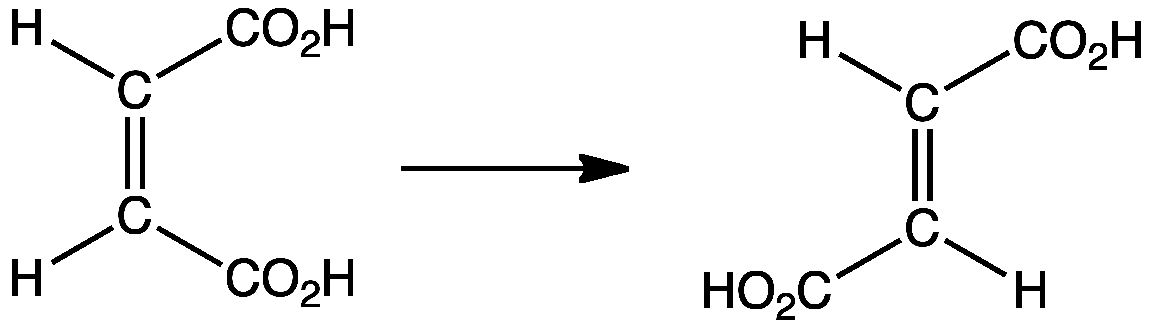
Ізомеризація малеїнової кислоти до фумарової

Ізомериза́ція (рос. изомеризация, англ. isomerization, нім. Isomerisierung f, Isomerisation f) — зміна зв'язків між атомами або ж їхнього просторового положення в молекулі сполуки, що веде до утворення її ізомеру. Наприклад, нормальний бутан при дії каталізатора ізомеризується в ізобутан.
Є однією з мономолекулярних реакцій.